# Albertine Buitenhuis
Albertine Buijtenhuijs is een voormalig Nederlands kortebaanschaatser uit Ermelo. Op 6 februari 1991 werd zij in Genemuiden Nederlands kampioene op de kortebaan. De toen achttienjarige studente fysiotherapie versloeg toen als tweedejaars A-Juniore Janine Koudenburg en Gonnie Brouwer. Ze is nu een trotse moeder van een zoon en dochter en ze wonen nu in midden limburg.